# Henry Percival Dodge
Henry Percival Dodge (Boston, Massachusetts, 18 de enero de 1870-Zúrich, Suiza, 16 de octubre de 1936) fue un abogado y diplomático estadounidense. Su carrera transcurrió en diversos puestos del servicio diplomático de Estados Unidos en países de Europa, Asia Oriental, América Central, América del Sur y África del norte durante el final del siglo XIX y principio del siglo XX.

## Biografía
Henry Percival Dodge nació en Boston, Massachusetts, el 18 de enero de 1870. Sus padres fueron los estadounidenses Henry Cleaves Dodge y Alice Almira Dodge.
Percival se graduó de Bachiller universitario en letras de la Universidad de Harvard en 1892,y obtuvo una Licenciatura en Derecho de la Escuela de Derecho de Harvard en 1895.

### Vida política
Henry Percival Dodge ocupó varios puestos en el servicio diplomático: como tercer secretario de la legación estadounidense de Berlín de 1899 a 1900, posteriormente ocupó el cargo de segundo secretario en la misma legación de 1900 a 1902, para después ser el secretario de dicha legación de 1902 a 1906, y por último se desempeñó como el secretario de la legación estadounidense de Tokio de 1906 hasta 1907, cuando tuvo que cesar sus funciones para su nombramiento en América Central como el Enviado Extraordinario y Ministro plenipotenciario de Estados Unidos en El Salvador.
El 1 de julio de 1907, Percival fue seleccionado para ocupar los puestos de Enviado Extraordinario y Ministro plenipotenciario de Estados Unidos en El Salvador y Enviado Extraordinario y Ministro plenipotenciario de Estados Unidos en Honduras, y fue comisionado para dichos puestos en un receso del Senado de los Estados Unidos, durante la Presidencia de Theodore Roosevelt Jr., y al aceptar, fue nuevamente comisionado para ocupar los referidos puestos, el 12 de diciembre de 1907; sin embargo, presentó su credenciales y comenzó sus funciones el 31 de diciembre de 1907.Mientras ejercía su función como diplomático en El Salvador, seis meses después de residir en dicho país, presentó sus credenciales el 17 de junio de 1908, para comenzar sus funciones en Honduras. El 10 de diciembre de 1908, Percival fue seleccionado para continuar ocupando el puesto en El Salvador, no obstante, nunca cumplió esta asignación. Percival sirvió en El Salvador y Honduras, al mismo tiempo, hasta el 6 de febrero de 1909, año en que se dio por concluida su misión diplomática en América Central.
Posteriormente fue seleccionado para ocupar el puesto de Enviado Extraordinario y Ministro plenipotenciario de Estados Unidos en Marruecos el 12 de mayo de 1909, fue recibido oficialmente por un representante del Sultán Abd al-Hafid de Marruecos el 9 de julio de 1909, desempeñando este puesto hasta el 10 de julio de 1910.
En 1910, Percival fue seleccionado para ocupar el puesto de primer jefe de la oficina latinoamericana del Departamento de Estado de los Estados Unidos con la responsabilidad de organizar una nueva unidad. El 6 de julio de 1911 fue seleccionado para ocupar el cargo de Enviado Extraordinario y Ministro plenipotenciario de Estados Unidos en Panamá, durante la presidencia de William Howard Taft, y presentando sus credenciales el 9 de noviembre de 1911.Mientras desempeñaba su función como diplomático en Panamá,  Panamá solicitó la intervención electoral de Estados Unidos, solicitud que fue aceptada. Mediante nota del 10 de mayo de 1912, desempeñando aun su función como diplomático, fue seleccionado como presidente de la comisión electoral con el fin de supervisar las elecciones municipales y Elecciones generales de Panamá de 1912, en las que se produjeron mucho desorden y caos de los dos partidos, tal como se puede notar en su testimonio plasmado a continuación: “Moralmente estoy seguro de que en ambos lados se perpetraron fraudes, pero no puedo probarlo. Sé que se intentaron fraudes, pero como ambos están complicados, no comprendo cómo pudo ello afectar el resultado de las elecciones”.Percival estuvo en Panamá hasta el 10 de junio de 1913, fecha en la que culminó su misión y procedió a dejar su puesto.
El 20 de mayo de 1914, Percival fue nombrado en el cargo de secretario de la comisión americana para la Conferencia de las Cataratas del Niágara (también conocida como la Conferencia ABC), esta conferencia trató acerca a las negociaciones diplomáticas con el fin de evitar la guerra entre Estados Unidos y México, durante la época de la Revolución Mexicana.
En los comienzos de la Primera Guerra Mundial Percival fue enviado a Francia como un Agente especial del Departamento de Estado de los Estados Unidos para apoyar al Embajador estadounidense. Fue participante en la misión de rescatar a los estadounidenses que habían quedado atrapados en Europa debido a la guerra, en 1917 Percival fue enviado a Corfú, donde el Ministerio de Asuntos Exteriores de Serbia había establecido un puesto militar temporal.
Posterior a la Primera Guerra Mundial, Percival fue seleccionado para el cargo de Enviado Extraordinario y Ministro plenipotenciario de Estados Unidos en el Reino de los Serbios, Croatas y Eslovenos el 17 de julio de 1919,El presidente Thomas Woodrow Wilson le comisionó para que se encargara del cargo referido anteriormente, comenzó sus funciones como diplomático el 5 de octubre de 1919 manteniéndose en el cargo durante dos cambios de presidentes: Warren Gamaliel Harding y John Calvin Coolidge Jr., el 23 de febrero de 1926 fue seleccionado para su próxima misión diplomática lo cual ocasiono que tuviera que dejar su cargo que desempeñaba en el momento de diplomático en el Reino de los Serbios, Croatas y Eslovenos, lo cual cumplió el 21 de marzo de 1926, día que dio por finalizada su misión.
Un tiempo después de concluir su misión, el 24 de agosto de 1926 presentó su credenciales para tomar lo que sería su último cargo en una misión diplomática como Enviado Extraordinario y Ministro plenipotenciario de Estados Unidos en Dinamarca, ya cuando se iba a terminar su cargo diplomático, el 25 de febrero de 1930 el presidente Herbert Clark Hoover le envió una orden ejecutiva del reintegro de Percival como Funcionario del Servicio Exterior;sin embargo, nunca efectuó la orden, estuvo en el cargo hasta el 1 de marzo de 1930 fecha en la que dio por concluida y finalizada su última misión y cargo diplomático que desempeñaría en su vida. 

## Fallecimiento
Falleció en Zúrich el 16 de octubre de 1936, a la edad de 66 años.

## Matrimonio y descendencia
El 21 de febrero de 1903 Percival contrajo matrimonio con Margaret Riché Adams con quien tuvo una hija llamada Alice Lamb Cleaves Dodge, después de la muerte de Margaret en una caída accidental en un hueco de un elevador, Percival se casó por segunda vez con Agnes Page-Brown en París el 26 de abril de 1922.